# Federico Pinedo (homme politique)
Ne doit pas être confondu avec son grand-père Federico Pinedo (1895-1971).
Federico Pinedo, né le 29 décembre 1955 à Buenos Aires, est un homme d'État argentin, membre de Proposition républicaine. Président provisoire du Sénat, il est à ce titre président par intérim de la Nation argentine pendant douze heures le 10 décembre 2015.

## Biographie

### Carrière politique
Conseiller de Buenos Aires de 1987 à 1991, Federico Pinedo est élu député à la Chambre en 2003 et réélu en 2007 et 2011.
Le 3 décembre 2015, il entre au Sénat et en devient président provisoire. 

#### Président par intérim

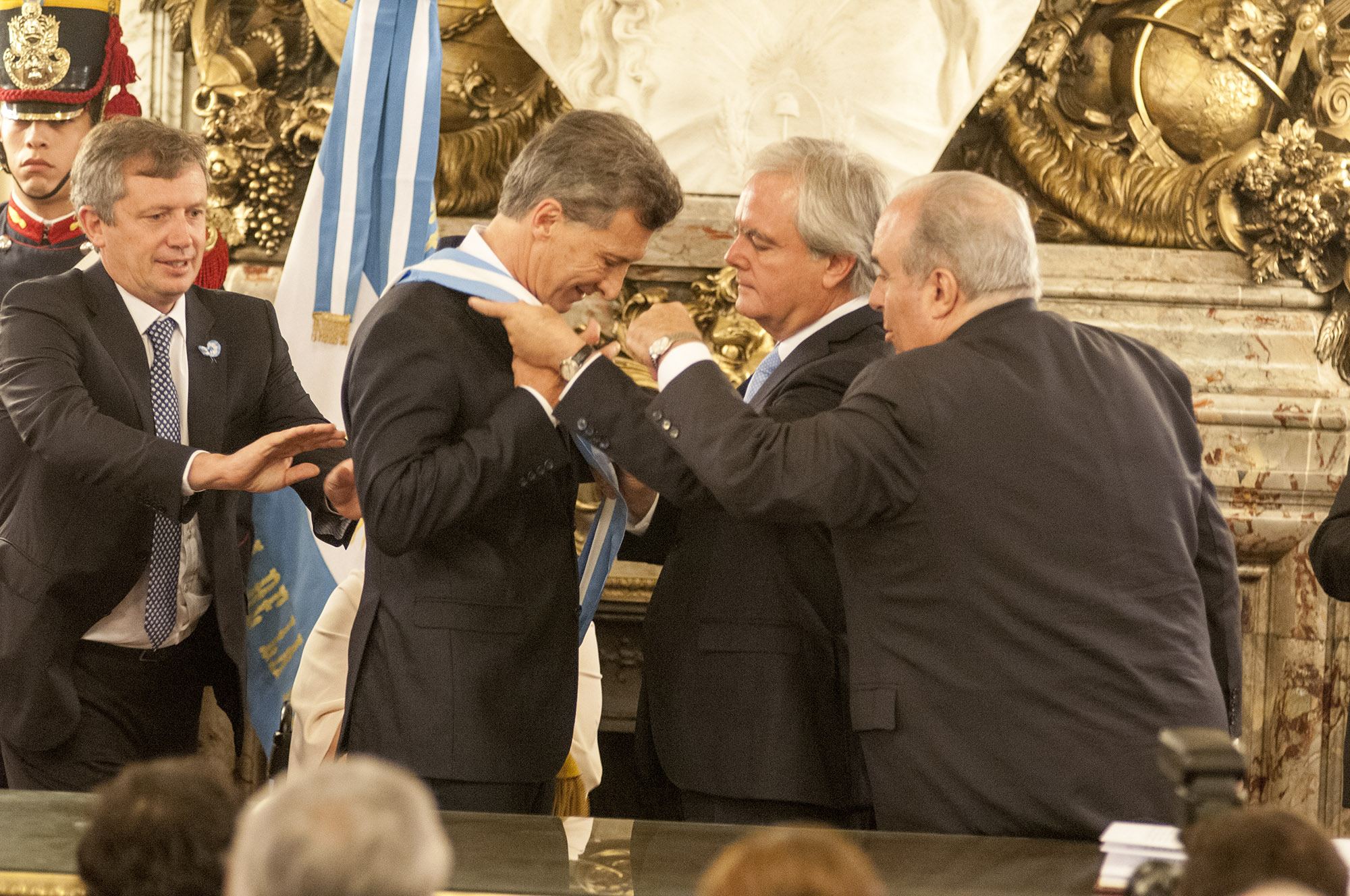
Federico Pinedo transmettant le pouvoir au président élu Mauricio Macri.

Président provisoire du Sénat, il assume à ce titre les fonctions de président de la Nation argentine par intérim le 10 décembre suivant à minuit, à l'instant où expire le mandat de la présidente Cristina Kirchner, qui avait refusé d'assister à la cérémonie d'investiture de son successeur. Douze heures plus tard, son intérim cesse au moment où Mauricio Macri entre en fonction comme nouveau chef de l'État, à qui il transmet solennellement le pouvoir.